# 星見石

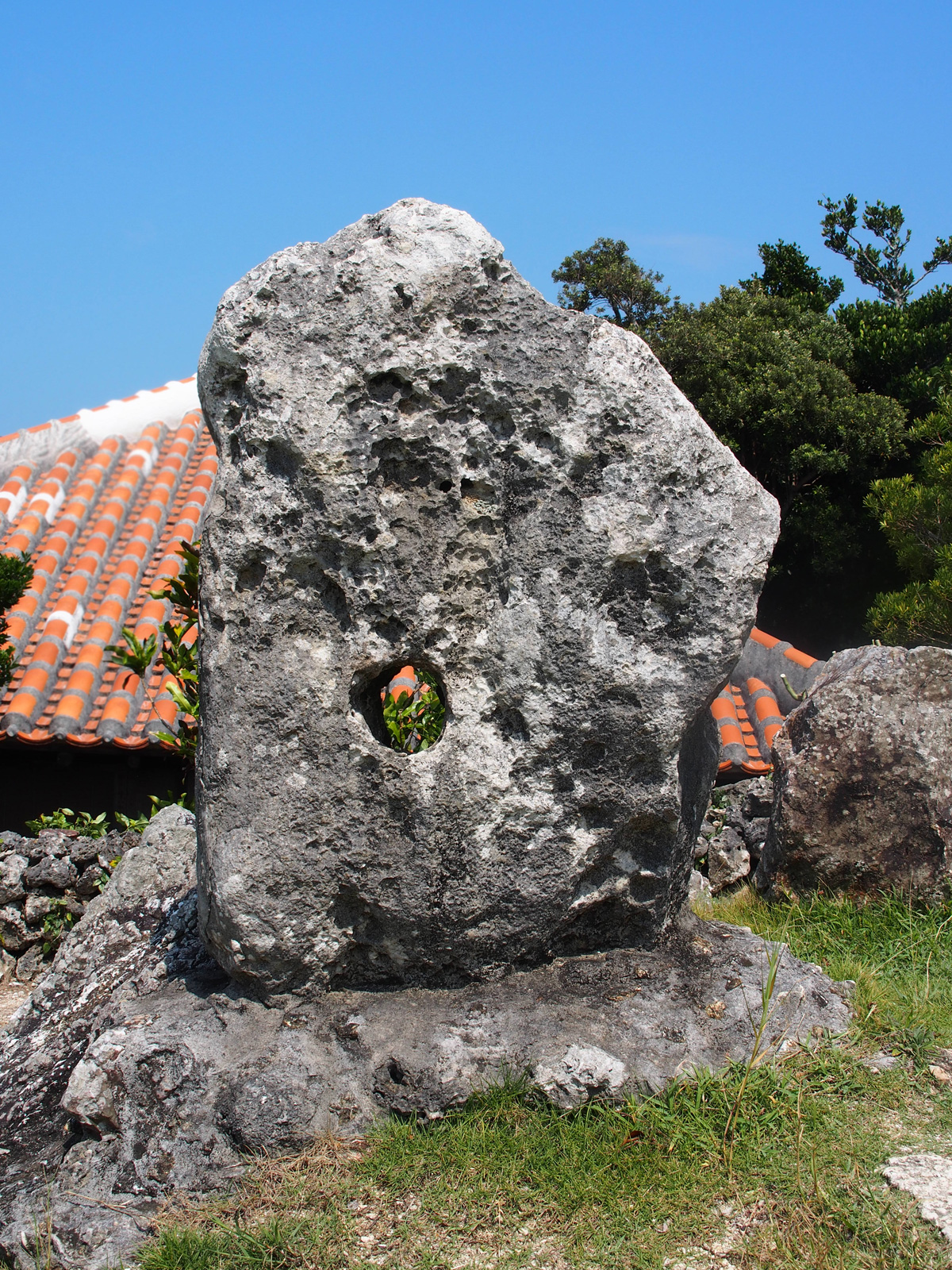
星見石（竹富島）

星見石（ほしみいし）は、沖縄県の八重山列島において、かつて農作業の時期を知るための星の観測に用いられていた石である。

## 概要

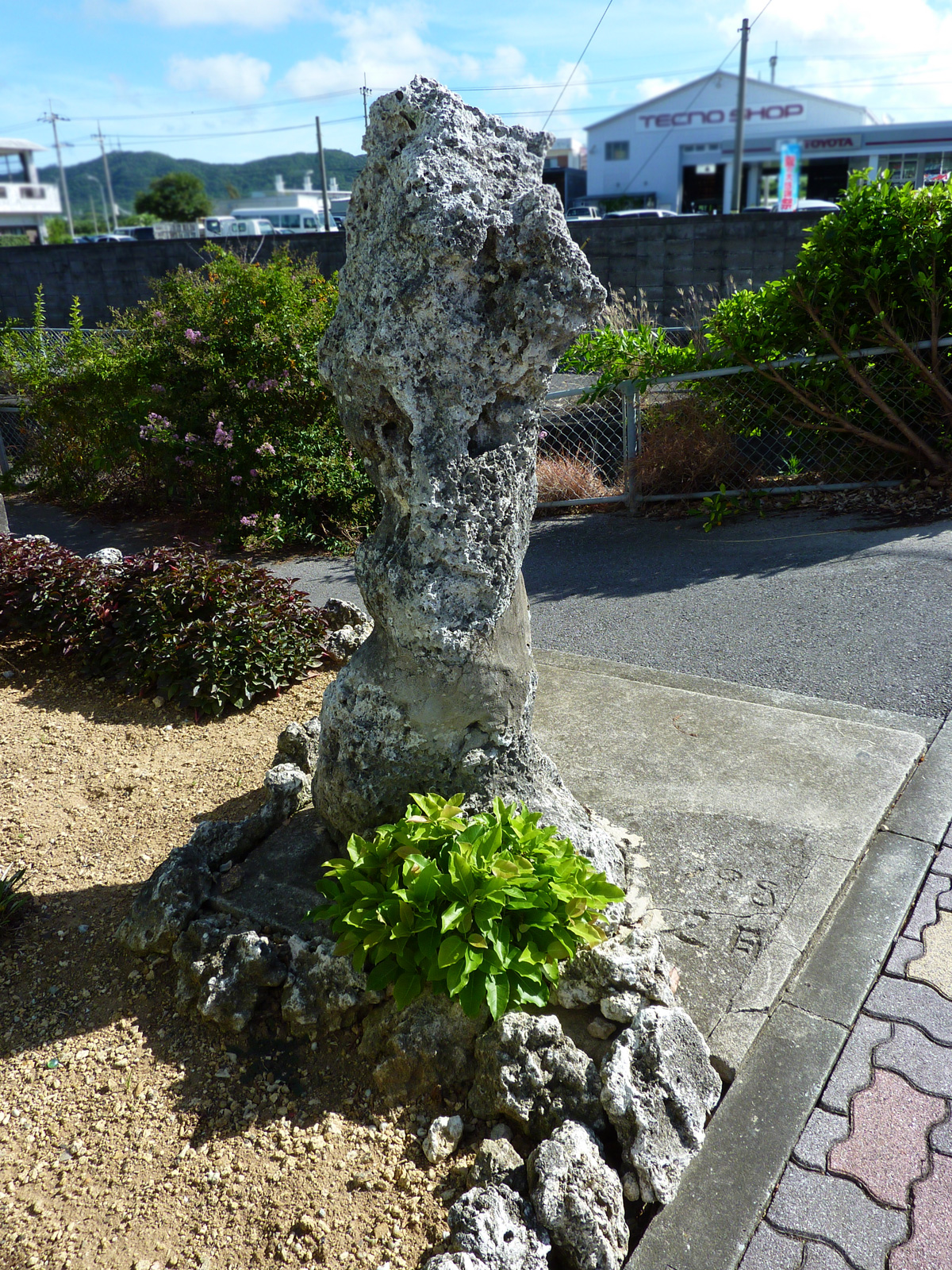
星見石（石垣島登野城）

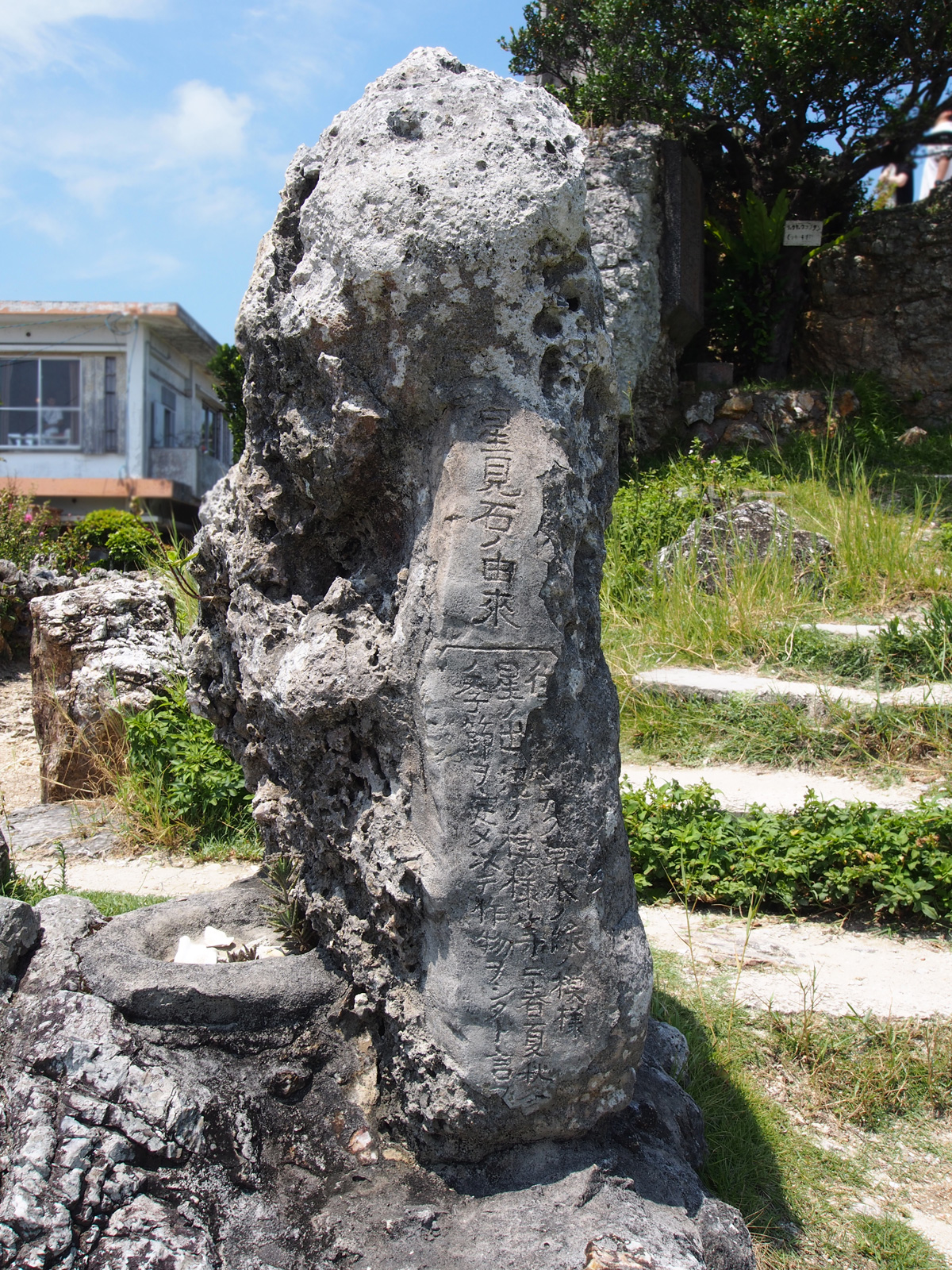
星見石（竹富島）

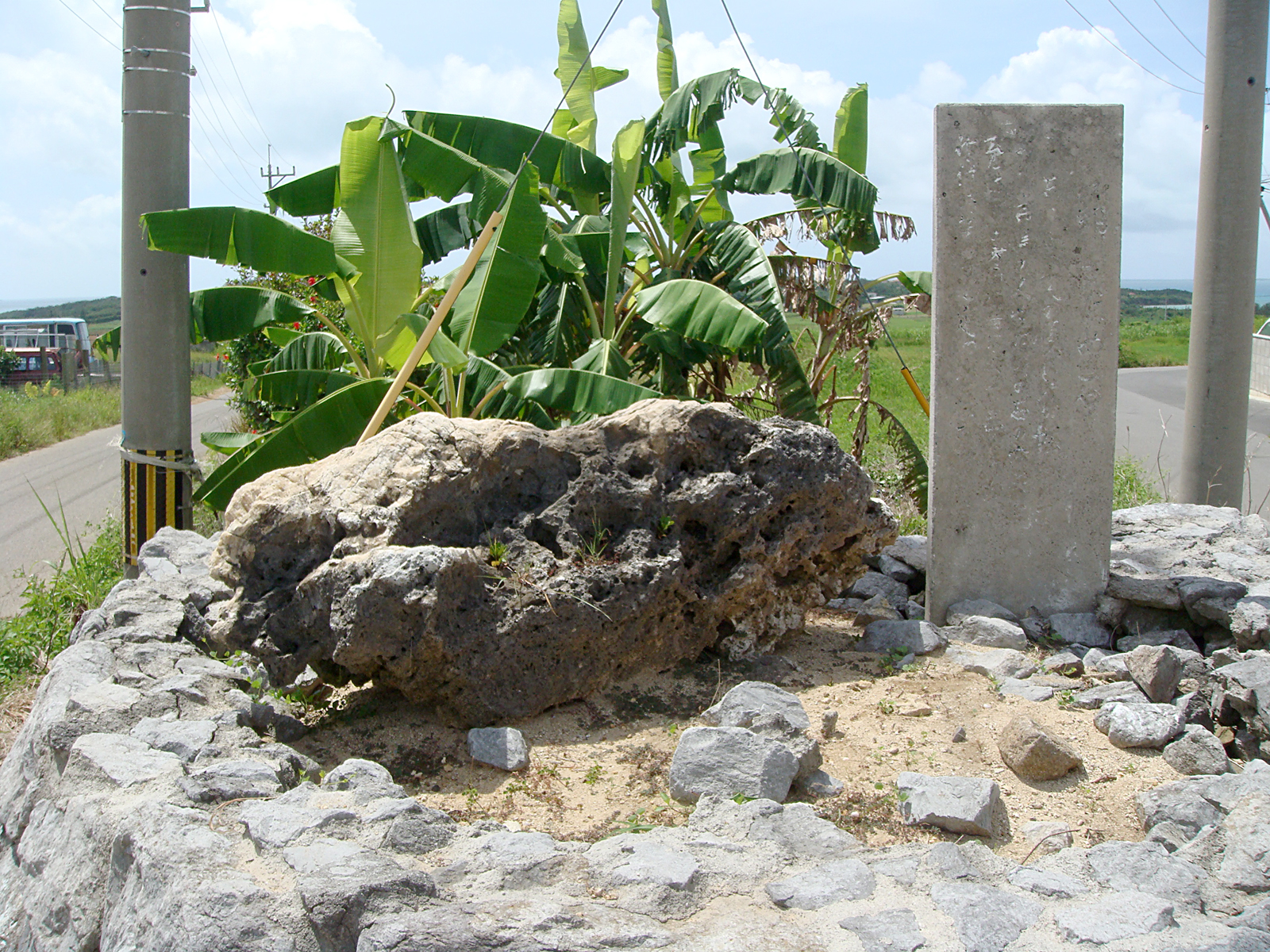
節定め石（小浜島）

八重山では、星の観測すなわち「星見」が漁業や農業に利用されており、農業については播種などの農作業の時期を特定していた。原初的な形としては、山を基準として星の位置を観測し、観測の対象とした星が特定の時間に特定の位置に来ることを季節の指標として、播種などの作業を行っていたと考えられている。
星見石は、山に代わるより精緻な基準として用いられたものである。星見石には、立石状のものと、方角を刻んだ方位石のものがあり、立石状のものには穴が開けられたものと、穴のないものがある。方位石は立石状のものより後の時代のものとされる。『山陽姓系図家譜』、『八重山島諸記帳』によると、八重山の頭職であった宮良親雲上長重（みやらぺーちんちょうじゅう）が、1670年代から1690年代にかけて立石状の星見石を八重山の各村に立てたとされる。
立石状のものの場合、穴のあるものでは穴を通して、また、穴のないものでは頂点を基準として、星を観測した。方位石の場合には、中央の穴に竿を立て、その先を基準とした。星見石と組になる背の低い石を用い、2つの石を基準とすることでより正確な観測を行ったものもある。
観測対象の星としては、群星（むりぶし、ぶりぶし）と呼ばれるすばる（プレアデス星団）や、立明星（たつあきぼし）と呼ばれるオリオン座が用いられた。
現在は、石垣島に3つ（うち1つは石垣市教育委員会蔵）、竹富島に1つ、小浜島に1つの所在が確認されている。
宮古島にある人頭税石は、立石状の星見石とほぼ同じ大きさである。また、宮古島南部の七又にも鬼の杵（ウンヌンナック）・神の杵（カンヌンナック）と呼ばれる高低1対の立石がある。これらの石も、星見石と同様の用途に用いられたのではないかとの説もある。また、日本各地の日和山にある方角石との類似も指摘されている。

## 各地の星見石

### 石垣島登野城の星見石
高さ約145cmの立石状の珊瑚石灰岩でできた星見石。現在はさんばし通りを上った自動車のディーラーの隅に置かれているが、以前はその敷地は畑でその中にあったものを移設したとされる。また、かつては組になる背の低い石があったともいう。

### 石垣島新川の星見石
高さ約1mの立石状の珊瑚石灰岩でできた星見石。本来の位置から若干移動されている。

### 石垣島大川の星見石
菊目サンゴ石の中央に穴を穿ち、放射状に方位を示す12筋の溝を刻んでいる。中央の穴に竿を立てて星の位置を観測したものと考えられている。大川村にあったものだが、宮良川土地改良事業に伴い1986年（昭和61年）に撤去されて、石垣市教育委員会により保管されている。

### 竹富島の星見石
立石状の珊瑚石灰岩でできた星見石で、中央やや下寄りに穴が開いている。かつては竹富島北部の與那国家の畑にあったが、1953年（昭和28年）に赤山丘を公園として整備した際に移設され、現在は公園内のなごみの塔の下にある。石の下の方に東西方向に穴が開けられており、日没後にその穴から群れ星が見える時期に播種を行ったとされる。
野尻抱影の『日本星名辞典』初版（1973年）では、探索を依頼した知人が川平の藪林で撮影したという星見石が写真付きで紹介されている。この星見石は長らく所在地が不明であったが、2008年（平成20年）になって、竹富島のこの星見石が同書で川平の星見石と写真で紹介されたものであることが判明した。同書が星見石の場所を誤っており川平には星見石はないのか、写真を取り違えただけで川平にも別の星見石が所在するのかは明らかでないとされたが、後に『日本星名辞典』でも再版以降はこの写真が竹富島にある星見石のものである旨が付記されていたことが判明し、単なる写真の取り違えではないことが明らかとなった。

### 小浜島の節定め石
高さ約55cm、幅約130cmの横長の珊瑚石灰岩でできた星見石で、穴が開いている。1976年（昭和51年）7月15日に竹富町の史跡に指定されている。